# Skottlands damlandslag i volleyboll
Skottlands damlandslag i volleyboll (engelska: Scotland women's national volleyball team) representerar Skottland i volleyboll på damsidan. Laget debuterade i Europamästerskapet i volleyboll för små nationer 2004 och har som bäst blivit tvåa i tävlingen, vilket de blev 2015. Vid några tillfällen deltog de i tävlingen samtidigt som Storbritanniens damlandslag i volleyboll deltog i kvalet till huvudturneringen. 

### Fotnoter
1. 1 2 3 4 5 6 7  ”HISTORY” (på engelska). Fédération Luxembourgeoise de Volleyball. https://novotelcup.lu/home/history. Läst 12 november 2023.
2. ↑  ”2004/2005 European Championships - Category C” (på engelska). Confédération Européenne de Volleyball. https://www-old.cev.eu/Competition-Area/Competition.aspx?ID=144&PID=333. Läst 25 mars 2023.
3. 1 2 3  ”CEV:s databas”. https://www-old.cev.eu/Competition-Area/CompetitionTeamDetails.aspx?TeamID=331.
4. ↑  ”2013 CEV Volleyball European Championship” (på engelska). Confédération Européenne de Volleyball. https://www-old.cev.eu/Competition-Area/competition.aspx?ID=560&PID=-2. Läst 26 mars 2023.
5. ↑  ”2015 CEV Volleyball European Championship - Women” (på engelska). Confédération Européenne de Volleyball. https://www-old.cev.eu/Competition-Area/competition.aspx?ID=701&PID=-2. Läst 26 mars 2023.
6. ↑  ”2017 CEV Volleyball European Championship Small Countries Division - Women” (på engelska). Confédération Européenne de Volleyball. https://www-old.cev.eu/Competition-Area/competition.aspx?ID=928&PID=-2. Läst 26 mars 2023.